# Danh sách thương long

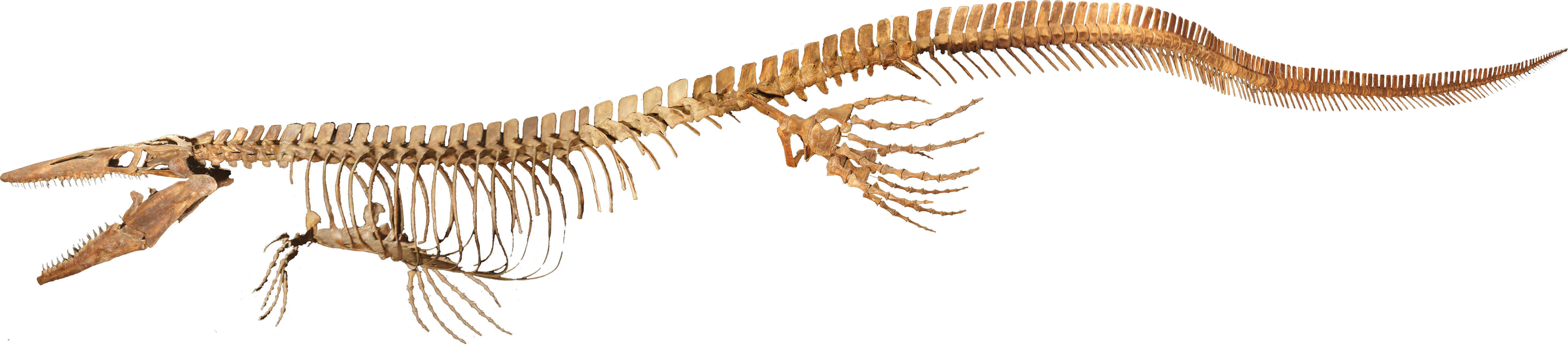
Bộ xương Tylosaurus proriger tại Rocky Mountain Dinosaur Resource Center ở Công viên Woodland, Colorado

Dưới đây là danh sách toàn bộ các chi thương long đã biết thuộc họ Mosasauridae hoặc liên họ Mosasauroidea. Danh sách này bao gồm cả những chi mà bây giờ không được xem là thương long, hoặc đang trong vòng nghi ngờ (nomen dubium), hoặc chưa được công bố chính thức (nomen nudum), cũng như những tên gọi khác của chúng.

## Phạm vi và thuật ngữ
Hiện không có danh sách chính thức nào về các chi thương long. Danh sách đầy đủ nhất hiện nay là phần "Pythonomorpha" của Mikko Haaramo's Phylogeny Archive Lưu trữ ngày 23 tháng 1 năm 2008 tại Wayback Machine.
Các thuật ngữ kỹ thuật được sử dụng tại đây gồm:
- Đồng nghĩa thứ: là một tên mô tả một đơn vị phân loại giống như một tên đã được công bố trước đó. Nếu hai hay nhiều chi đã được phân loại chính thức và được đặt tên nhưng sau này lại gộp thành một chi, thì tên đầu tiên được công bố là đồng nghĩa sơ, tất cả các trường hợp khác là đồng nghĩa thứ. Chỉ trong những trường hợp đặc biệt (xem Tyrannosaurus), đồng nghĩa thứ mới được sử dụng, tất cả các trường hợp khác, đồng nghĩa sơ chiếm vị trí ưu tiên, kể cả khi bị phản đối. Thường thì đồng nghĩa thứ mang tính cách cá nhân, trừ trường hợp 2 đồng nghĩa thứ cùng mô tả một chi.
- Nomen nudum (tiếng Latinh có nghĩa "tên chưa có căn cứ"): là một tên đã xuất hiện trong in ấn nhưng vẫn chưa được công bố chính thức bởi các tiêu chuẩn của ICZN. Nomina nuda (số nhiều của nomen nudum) chưa được xem là hợp lệ, và do đó không được in nghiêng trong danh sách này như những tên chính thức. Nếu sau đó nó được công bố hợp lệ, không còn là nomen nudum, thì nó sẽ được in nghiêng. Thường thì tên chính thức sẽ không giống với bất kì nomina nuda nào.
- Tên tiền hữu: là một tên được chính thức công bố, nhưng sau đó phát hiện ra (hoặc lầm rằng đã phát hiện ra) nó đã được sử dụng cho một đơn vị phân loại khác. Lần sử dụng thứ hai này là không hợp lệ (cũng như tất cả các lần tiếp theo) và tên của nó phải được thay thế bằng một tên khác (tên thay thế). Nếu như lầm, tên thay thế này thành tên thay thế không cần thiết, và tên tiền hữu được sử dụng. Còn nếu không thì tên thay thế được sử dụng.
- Nomen dubium (tiếng Latinh có nghĩa "tên đáng nghi"): là một tên mô tả một đơn vị phân loại từ một hóa thạch không có đặc điểm nào nổi trội cả. Những tên này thường mang tính chủ quan của người đặt và bị tranh cãi rất nhiều.

## Các chi thương long
| Chi               | Người đặt tên                                     | Năm  | Tình trạng      | Vị trí                  | Ghi chú |
| ----------------- | ------------------------------------------------- | ---- | --------------- | ----------------------- | --- |
| Acteosaurus       | Meyer                                             | 1860 | hợp lệ.         | châu Âu                 | phi thương long. |
| Adriosaurus       | Seeley                                            | 1881 | hợp lệ.         | châu Âu                 | phi thương long. |
| Aigialosaurus     | Kramberger                                        | 1892 | hợp lệ.         | châu Âu                 | phi thương long. |
| Amphekepubis      | Mehl                                              | 1930 | hợp lệ.         | Bắc Mỹ                  | |
| Amphorosteus      | Gibbs                                             | 1851 | Nomen dubium.   | Bắc Mỹ                  | Nomen dubium. |
| Ancylocentrum     | Schmidt                                           | 1927 | đồng nghĩa thứ. | N/A                     | đồng nghĩa thứ của Prognathodon. |
| Angolasaurus      | Telles-Antunes                                    | 1964 | hợp lệ.         | châu Phi                | |
| Baptosaurus       | Marsh                                             | 1870 | đồng nghĩa thứ. | N/A                     | đồng nghĩa thứ của Halisaurus. |
| Baseodon          | Leidy                                             | 1865 | Nomen dubium.   | Bắc Mỹ                  | Nomen dubium. |
| Batrachiosaurus   | Harlan                                            | 1839 | đồng nghĩa thứ. | N/A                     | đồng nghĩa thứ của Mosasaurus. |
| Brachysaurana     | Strand                                            | 1928 | đồng nghĩa thứ. | N/A                     | đồng nghĩa thứ của Prognathodon. |
| Brachysaurus      | Williston                                         | 1897 | tên tiền hữu.   | N/A                     | tên tiền hữu. Đồng nghĩa thứ của chi thằn lằn iguania Stenocercus; chuyển sang tên thay thế Brachysaurana và Ancylocentrum, trong đó Ancylocentrum chiếm vị trí ưu tiên hơn. |
| Carinodens        | Woodward                                          | 1891 | hợp lệ.         | châu Phi châu Âu Nam Mỹ | |
| Carsosaurus       | Kornhuber                                         | 1893 | hợp lệ.         | châu Âu                 | phi thương long. |
| Clidastes         | Cope                                              | 1868 | hợp lệ.         |                         | |
| Compressidens     | Dollo                                             | 1924 | tên tiền hữu.   |                         | tên tiền hữu của một tusk shell; đổi tên thành Carinodens. |
| Dallasaurus       | Polcyn Bell                                       | 2005 | hợp lệ.         |                         | |
| Dolichosaurus     | Owen                                              | 1894 | hợp lệ.         |                         | phi thương long. |
| Dollosaurus       | Yakovlev                                          | 1901 | đang tranh cãi. |                         | có lẽ là đồng nghĩa thứ của Prognathodon. |
| Ectenosaurus      | Russel                                            | 1967 | hợp lệ.         |                         | |
| Edestosaurus      | Marsh                                             | 1871 | đồng nghĩa thứ. |                         | đồng nghĩa thứ của Clidastes. |
| Eidolosaurus      | Nopcsa                                            | 1923 | hợp lệ.         |                         | phi thương long. |
| Elliptonodon      | Emmons                                            | 1858 | Nomen dubium.   |                         | Nomen dubium. |
| Eonatator         | Bardet Pereda Suberbiola Iarochène Bouya Amaghzaz | 2005 | đang tranh cãi. | Bắc Mỹ Nam Mỹ           | có lẽ là đồng nghĩa thứ của Halisaurus. |
| Eremiasaurus      | Leblanc Caldwell Bardet                           | 2012 | hợp lệ.         | Morocco                 | Type specie is Eremiasaurus heterodontus. |
| Globidens         | Gilmore                                           | 1912 | hợp lệ.         |                         | |
| Goronyosaurus     | Azzaroli de Guili Ficcarelli Torre                | 1972 | hợp lệ.         |                         | |
| Haasiasaurus      | Polcyn Tchernov Jacobs                            | 2003 | hợp lệ.         |                         | |
| Hainosaurus       | Dollo                                             | 1885 | hợp lệ.         |                         | |
| Halisaurus        | Marsh                                             | 1869 | hợp lệ.         |                         | đổi thành Baptosaurus bởi Marsh, 1870 khi Marsh nghĩ tên này là tên tiền hữu của một loài cá fish: Halosaurus. Các quy tắc hiện nay cho phép giữ lại tên cũ.                 |
| Holcodus          | Gibbs                                             | 1851 | Nomen dubium.   |                         | Nomen dubium, có lẽ là đồng nghĩa thứ của Platecarpus |
| Holosaurus        | Marsh                                             | 1880 | tên tiền hữu.   |                         | Referred to Platecarpus. |
| Hydrosaurus       | Kornhuber                                         | 1873 | tên tiền hữu.   |                         | tên tiền hữu by an agamid lizard; renamed Pontosaurus. |
| Igdamanosaurus    | Zdansky                                           | 1935 | hợp lệ.         |                         | |
| Kolposaurus       | Camp                                              | 1942 | tên tiền hữu.   |                         | tên tiền hữu. Đồng nghĩa thứ của Nothosaurus, chuyển thành Plotosaurus |
| Komensaurus       | Caldwell Palci                                    | 2007 | hợp lệ.         |                         | phi thương long. |
| Kourisodon        | Nicholls Meckert                                  | 2002 | hợp lệ.         |                         | |
| Lakumasaurus      | Novas Fernandez Gasparini de Lirio Mumez Puerta   | 2002 | đồng nghĩa thứ. |                         | đồng nghĩa thứ của Taniwhasaurus. |
| Latoplatecarpus   | Konishi Caldwell                                  | 2011 | hợp lệ.         | Bắc Mỹ                  | Mẫu gốc là Latoplatecarpus willistoni. Loài thứ 2 là Latoplatecarpus nichollsae, lúc đầu lầm thuộc chi Plioplatecarpus.                                                      |
| Leiodon           | Owen                                              | 1841 | tên tiền hữu.   |                         | tên tiền hữu by a shark, referred to Liodon. |
| Lesticodus        | Leidy                                             | 1861 | Nomen dubium.   |                         | Nomen dubium. |
| Lestosaurus       | Marsh                                             | 1872 | đồng nghĩa thứ. |                         | đồng nghĩa thứ của Platecarpus. |
| Liodon            | Agassiz                                           | 1846 | hợp lệ.         |                         | |
| Macrosaurus       | Owen                                              | 1849 | đồng nghĩa thứ. |                         | đồng nghĩa thứ của Halisaurus. |
| Mesoleptos        | Cornalia                                          | 1851 | hợp lệ.         |                         | Putative phi thương long. |
| Moanasaurus       | Wiffen                                            | 1980 | hợp lệ.         |                         | |
| Mosasaurus        | Conybeare                                         | 1822 | hợp lệ.         |                         | |
| Nectoportheus     | Cope                                              | 1868 | Nomen dubium.   |                         | Nomen dubium. |
| Opetiosaurus      | Kornhuber                                         | 1901 | đồng nghĩa thứ. |                         | đồng nghĩa thứ của Aigialosaurus. |
| Oterognathus      | Dollo                                             | 1889 | đồng nghĩa thứ. |                         | đồng nghĩa thứ của Plioplatecarpus. |
| Pannoniasaurus    | Makádi Caldwell Ősi                               | 2012 | hợp lệ.         |                         | |
| Phosphorosaurus   | Dollo                                             | 1889 | đang tranh cãi. |                         | đồng nghĩa thứ của Halisaurus. |
| Platecarpus       | Cope                                              | 1869 | hợp lệ.         |                         | |
| Plesioplatecarpus | Konishi Caldwell                                  | 2011 | hợp lệ.         | Bắc Mỹ                  | Mẫu gốc là Plesioplatecarpus planifrons, lúc đầu lầm thuộc chi Clidastes, sau đó gộp vào trong Platecarpus.                                                                  |
| Plesiotylosaurus  | Camp                                              | 1942 | hợp lệ.         |                         | |
| Plioplatecarpus   | Dollo                                             | 1882 | hợp lệ.         |                         | |
| Plotosaurus       | Camp                                              | 1951 | hợp lệ.         |                         | |
| Pluridens         | Lingham-Sollar                                    | 1998 | đồng nghĩa thứ. |                         | đồng nghĩa thứ của Halisaurus. |
| Pontosaurus       | Kornhuber                                         | 1873 | hợp lệ.         |                         | phi thương long. |
| Proaigialosaurus  | Kuhn                                              | 1958 | hợp lệ.         |                         | phi thương long. |
| Prognathodon      | Dollo                                             | 1889 | hợp lệ.         |                         | |
| Prognathosaurus   | Dollo                                             | 1889 | đồng nghĩa thứ. |                         | đồng nghĩa thứ của Prognathodon. |
| Pterycollosaurus  | Dollo                                             | 1882 | đồng nghĩa thứ. |                         | đồng nghĩa thứ của Mosasaurus. |
| Rhamphosaurus     | Cope                                              | 1872 | tên tiền hữu.   |                         | tên tiền hữu của một loại thằn lằn, đổi thành Tylosaurus. |
| Rhinosaurus       | Marsh                                             | 1872 | tên tiền hữu.   |                         | tên tiền hữu, đổi thành Tylosaurus. |
| Rikisaurus        | Wiffen                                            | 1990 | đồng nghĩa thứ. | New Zealand             | đồng nghĩa thứ của Moanasaurus. |
| Rikkisaurus       | Bell Caldwell Holmes Wiffen McKee                 | 1999 | Lapsus calami.  |                         | Lapsus calami of Rikisaurus. |
| Romeosaurus       | Palci Caldwell Papzzoni                           | 2013 | hợp lệ.         | châu Âu                 | |
| Russellosaurus    | Polson Bell                                       | 2005 | hợp lệ.         | Bắc Mỹ                  | |
| Saurochampsa      | Wagler                                            | 1830 | đồng nghĩa thứ. |                         | đồng nghĩa thứ của Mosasaurus. |
| Selmasaurus       | Wright Shannon                                    | 1988 | hợp lệ.         |                         | |
| Sironectes        | Cope                                              | 1840 | đồng nghĩa thứ. |                         | đồng nghĩa thứ của Platecarpus. |
| Taniwhasaurus     | Hector                                            | 1874 | hợp lệ.         |                         | |
| Tethysaurus       | Bardet Superbiola Jalil                           | 2003 | hợp lệ.         | châu Phi                | |
| Tylosaurus        | Marsh                                             | 1872 | hợp lệ.         |                         | |
| Vallecillosaurus  | Smith Buchy                                       | 2008 | hợp lệ.         | Bắc Mỹ                  | phi thương long. |
| Yaguarasaurus     | Paramo                                            | 1994 | hợp lệ.         |                         | |

|  |
|  |
|  |
|  |
|  |
|  |
|  |
|  |
|  |
|  |
|  |
|  |
|  |
|  |
|  |
|  |
|  |
|  |
|  |
|  |
|  |
|  |
|  |
|  |
|  |
|  |
|  |
|  |
|  |
|  |
|  |
|  |
|  |